# نادر میرزا قاجار
نادر میرزا قاجار (زاده ۱۲۴۲ قمری در استرآباد، درگذشته ۱۳۰۳ قمری در تبریز) از نویسندگان و تاریخ‌نگاران نامدار دوره قاجار است.
پدر نادر میرزا بدیع‌الزمان میرزا صاحب‌اختیار پسر محمدقلی میرزا ملک‌آرا و مادرش جهان‌سلطان‌خانم دختر محمدتقی میرزا حسام‌السلطنه، هر دو از نوادگان فتحعلی‌شاه بودند. نادر میرزا در استرآباد زاده شد اما بیشتر دوران زندگانی خود را در تبریز گذراند. او علاقه فراوانی به تحصیل داشت. در بیست و پنج سالگی در دستگاه مظفرالدین میرزا ولیعهد وارد خدمات دیوانی شد و به ماموریت‌هایی در گوشه و کنار آذربایجان رفت. در سال ۱۲۹۸ قمری، براثر پیشامدی اموال او توسط محمد رحیم خان علاءالدوله پیشکار آذربایجان، توقیف شد و خود نیز به زندان افتاد تا آنکه با پادرمیانی  میرزا کاظم اعتضاد الممالک رهایی یافت. او در سال‌های پایانی زندگانی به منصب و لقب ندیم‌باشی‌گری ولیعهد سرافراز شد و سپس به عنوان مخاطب سلام ولیعهد انتخاب شد و در سال ۱۳۰۱ قمری به عنوان ناظم شهر و داروغه بازار منصوب گشت. معروف‌ترین اثر نادر میرزا، کتاب تاریخ و جغرافیای دارالسلطنه تبریز است. نثر او در بیشتر جای‌ها این کتاب به پارسی سره است.
از نادر میرزا همچنین رساله‌ای در باب انواع خوراک ایرانی بر جای مانده که با مطالعه آن می‌توان دریافت گردآوری مطالب آن با همکاری همسرش میسر گشته است. نوع نگارش و ندرت کتاب‌های تاریخی نگاشته شده در این زمینه آن را به اثری بسیار ارزشمند تبدیل کرده است. نشر اطراف این رساله را در کتابی با عنوان کارنامۀ خورش گردآوری و تدوین کرده است. او در این کتاب به دستور طبخ انواع چلو، آش، خورش، کوفته، کوکو، آبگوشت و دیگر غذاهای ایرانی می‌پردازد و حتی به تاریخچۀ آن‌ها اشاره می‌کند.